# حیات (کلبجر)
حیات (ترکی آذربایجانی: Həyat) یک منطقهٔ مسکونی در جمهوری آرتساخ است که در استان مارتاکرت واقع شده‌است.